# Daryl Lee Koutnik
Daryl Lee Koutnik ( 1951 - ) es un botánico y explorador estadounidense. Trabaja académicamente en el "Departamento de Ciencias Biológicas", en la "California Polytechnic State University".

## Algunas publicaciones
- 1989. Euphorbia ramiglans NE Br. rediscovered? The Euphorbia J. 6: 51-55

### Libros
- ernst j. van Jaarsveld, daryl lee Koutnik, elise Bodley, lisa Strachan. 2004. Cotyledon and Tylecodon. Ed. Umdaus Press. 156 pp. ISBN 1919766324

- 1982. A taxonomic revision of The Hawaiian species of the Genus Chamaesyce (Euphorbiaceae). 167 pp.

- La abreviatura «Koutnik» se emplea para indicar a Daryl Lee Koutnik como autoridad en la descripción y clasificación científica de los vegetales.[1]